# بانيويلوس دي باريبا
بلدية بانيويلوس دي باريبا (بالإسبانية: Bañuelos de Bureba)‏، هي إحدى بلديات مقاطعة برغش، التي تقع في منطقة قشتالة وليون، والتي تقع في شمال غرب إسبانيا.
يبلغ عدد سكانها 44 نسمة وفقاً لإحصائية سنة (2002).